# Kräutermühle
Eine Kräutermühle (auch Grinder, Crusher, Crunsher, Brösler, Häcksler oder Mühle genannt) ist ein Gerät, das zum Zerkleinern von Kräutern verwendet wird. Die Mühlen werden in der Regel aus Acryl, Zink, Speckstein oder Holz, hochwertigere Modelle aus Aluminium, Edelstahl oder Titan gefertigt. Zudem gibt es noch Aluminium-Mühlen, welche über eine Keramikbeschichtung verfügen.

## Funktion
Die Hauptfunktion einer Kräutermühle ist es, diverse Kräuter zu zerkleinern. Dies funktioniert, indem zwei ineinanderlegende Schalen gedreht werden, welche im Innenraum über mehrere Klingen bzw. Spitzen verfügen. In diesen Innenraum wird vorher das Kraut gelegt, welches dann durch das gegenläufige Drehen zerkleinert wird.
Je nach Variante kann die Kräutermühle dann auch noch mehr Schalen besitzen, wobei jede zusätzliche Schale eine weitere Funktion mit sich bringt. Die zuvor beschriebene Basis-Variante besteht aus zwei Schalen bzw. Teilen. Es existieren zudem noch drei-teilige, vier-teilige und fünf-teilige Mühlen.
Die drei-teilige Variante verfügt noch über ein Auffangfach für das zerkleinerte Kraut, so dass das Kraut nach der Zerkleinerung direkt verfügbar ist und nicht noch extra aus den Klingen herausgeholt werden muss. Kräutermühlen mit vier Teilen besitzen als viertes Fach noch ein Sieb und die fünf-teiligen Grinder besitzen entweder ein zweites Sieb, welches noch feiner ist als das Erstere oder ein Fach für die Aufbewahrung des Krautes.

## Verwendung beim Zerkleinern von Hanf

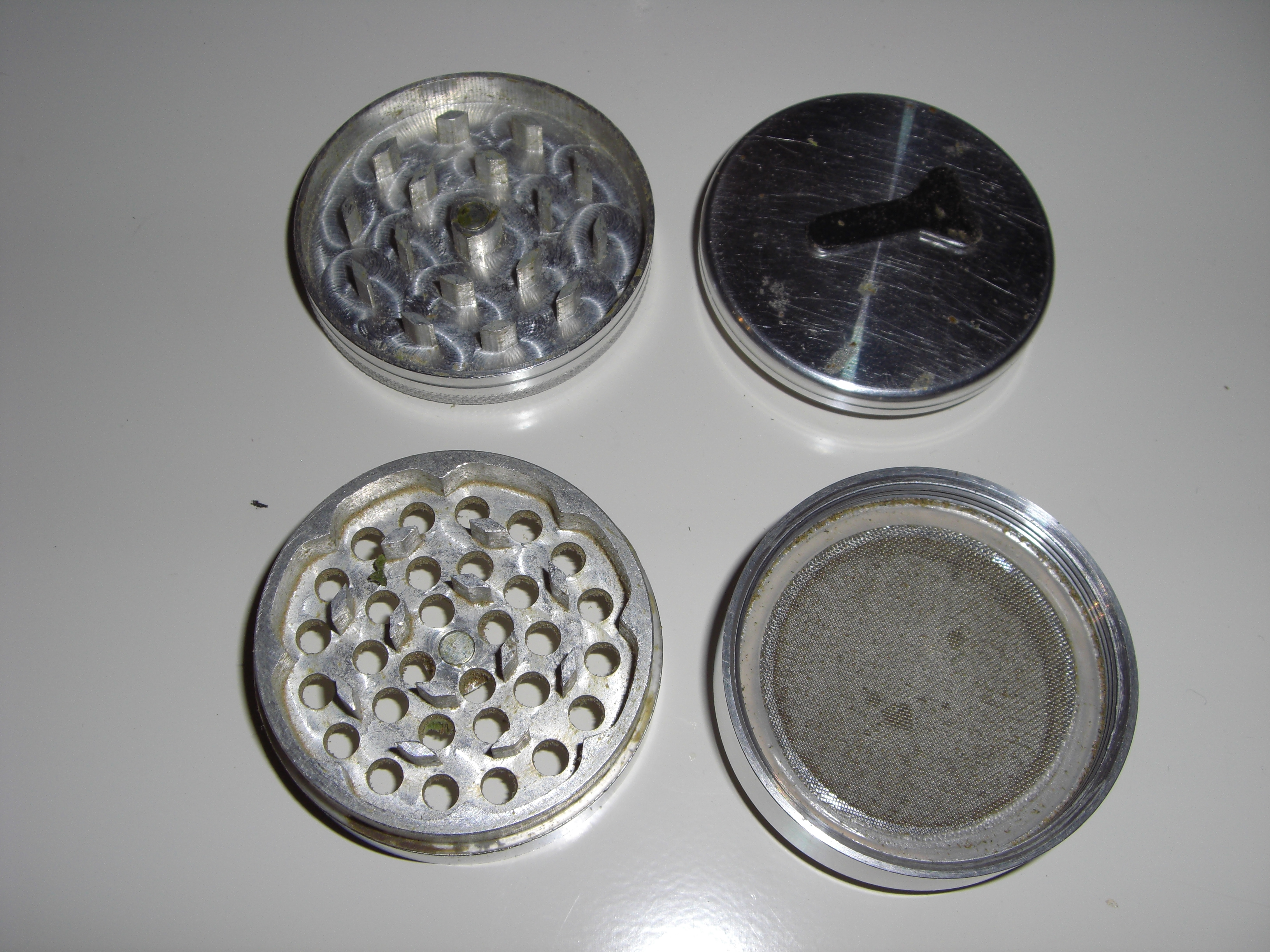
Vierteiliger Grinder mit Pollinator

Mühlen dieser Art werden auch häufig zum Zerkleinern von Marihuana verwendet. In diesem Jargon werden diese Mühlen meist Grinder genannt. Einige dieser Grinder haben zur Gewinnung von Haschisch neben dem Fach für die zerkleinerten Kräuter ein weiteres, in dem durch ein sehr feinmaschiges Sieb, auch Pollinator genannt, die Trichome (nicht Blütenstaub) aufgefangen werden, die Trichome werden Keef genannt.